# نویمان ۶۳۵۱
سیارک ۶۳۵۱ (به انگلیسی: 6351 Neumann، نامگذاری:4277T-1) شش هزار و سیصد و پنجاه و یکمین سیارک کشف شده‌است که در ۲۶ مارس ۱۹۷۱ کشف شد.
قدر مطلق سیارک برابر ۱۲٫۰۰ است.